# Johann Georg Fehn
Johann Georg Fehn (* 20. April 1880 in Kreuzwertheim; † 5. November 1950 in Karlsruhe) war ein deutscher Pfarrer und Politiker.

## Leben
Georg Fehn wurde als Sohn eines Schuhmachers geboren. Nach dem Volksschulabschluss besuchte er ab 1890 das Gymnasium in Wertheim, an dem er 1899 das Abitur ablegte. Im Anschluss studierte er zunächst sieben Semester Rechtswissenschaft an den Universitäten in Heidelberg und München, ab 1903 dann Theologie in Heidelberg. Von 1906 bis 1908 war er Vikar und Pfarrverwalter in Heddesheim, heute Rhein-Neckar-Kreis, und danach von 1908 bis 1910 Stadtvikar an der Mannheimer Lutherkirche. In Sindolsheim, heute Ortsteil der Gemeinde Rosenberg, Neckar-Odenwald-Kreis, trat er 1910 seine erste Pfarrstelle an. 1917 wurde er Pfarrer in Unterschüpf, heute Stadtteil der Stadt Boxberg, Main-Tauber-Kreis, und von 1925 bis 1934 betreute er die Südpfarrei der Matthäuskirche in Mannheim-Neckarau. Hier geriet er an Anfeindungen der Nationalsozialisten, weil er vor der Reichstagswahl im März 1933 riet, nicht die NSDAP zu wählen. Er wechselte daher als Pfarrer nach Karlsruhe-Rintheim, wo er bis zu seinem Eintreten in den Ruhestand 1948 verblieb.
Von 1919 bis 1921 war Fehn Abgeordneter im Badischen Landtag, wo er die DDP vertrat.